# Arachnocephalus kevani
Arachnocephalus kevani är en insektsart som beskrevs av Lucien Chopard 1954. Arachnocephalus kevani ingår i släktet Arachnocephalus och familjen Mogoplistidae. Inga underarter finns listade i Catalogue of Life.